# Frente Nororiental
El frente de la selva y sierra nororiental del Perú[cita requerida] o simplemente frente nororiental[cita requerida] fue el segundo frente en importancia durante la época del terrorismo en el Perú. Cubrió el nororiente del Perú —a excepción del norte de Loreto—, y fue abierto inesperadamente por el MRTA al invadir los departamentos de Junín, Huánuco, San Martín; el oeste de Loreto y Ucayali, y posteriormente las incursiones a Amazonas y Cajamarca en 1984 y continuado por Sendero Luminoso y narcotraficantes, siendo cerrado por el gobierno peruano en la ofensiva del Alto Huallaga en 2016, hasta ahora es el único frente completamente finalizado.
Mientras que en el sur Sendero Luminoso ganaba terreno apoderándose de armamentos frente a una incapaz fuerza gubernamental de detenerlo, el MRTA buscó un sustento económico para que pueda operar con más libertad en su campaña contra el estado peruano, decidió lanzar sucesivamente campañas contra las ciudades más grande de la región nororiental y posteriormente utilizarlas como cuarteles el MRTA mayormente no se quedaba en las ciudades sitiadas y se movilizaban constantemente para evitar roces con el ejército, el incipiente negocio de las drogas favoreció al movimiento insurgente al tener un ingreso económico y terminando atrincherándose en la zona del Alto Huallaga; el MRTA y Sendero Luminoso cometieron en esta zona una de las mayores masacres al provocar constantes genocidios entre la población civil entre ellos a los nativos amazónicos.
Esta acción provocó que la poca presencia del Estado sea reemplazada por comités de autodefensas y ejércitos antisubersivos siendo el mayor el de los asháninka al ser estos quienes se enfrentaran en la mayoría de los casos al MRTA, tras la posterior caída del grupo subversivo sus aliados continuaron manteniendo el poder y el control de la zona nororiental aunque en un estado más reducido hasta la llegada de Sendero Luminoso.
El 2011 el entonces recién presidente Ollanta Humala anunció un plan para «pacificar» las zonas que contaban con presencias de narcoterroristas, esta operación finalizó el 2012 con la victoria de las fuerzas gubernamentales.